# Songs of Innocence (album)
Songs of Innocence je třinácté studiové album irské rockové skupiny U2. Vydáno bylo 9. září 2014 vydavatelstvím Island Records pouze v digitální formě na iTunes Store, kde je k dispozici volně ke stažení. Fyzického vydání se dočkalo 13. října 2014.

## Seznam skladeb
Hudbu složil(i) U2, texty napsal(i) Bono a The Edge.
| Pořadí         | Název                                | Délka |
| -------------- | ------------------------------------ | ----- |
| 1.             | The Miracle (of Joey Ramone)         | 4:16  |
| 2.             | Every Breaking Wave                  | 4:13  |
| 3.             | California (There Is No End to Love) | 4:00  |
| 4.             | Song for Someone                     | 3:47  |
| 5.             | Iris (Hold Me Close)                 | 5:20  |
| 6.             | Volcano                              | 3:15  |
| 7.             | Raised by Wolves                     | 4:06  |
| 8.             | Cedarwood Road                       | 4:26  |
| 9.             | Sleep Like a Baby Tonight            | 5:02  |
| 10.            | This Is Where You Can Reach Me Now   | 5:06  |
| 11.            | The Troubles                         | 4:46  |
| Celková délka: | Celková délka:                       | 48:11 |

## Obsazení
U2
- Bono – zpěv, kytara, klávesy, dulcimer
- The Edge – kytara, doprovodné vokály, klávesy, programování
- Adam Clayton – baskytara, klávesy
- Larry Mullen, Jr. – bicí, perkuse, doprovodné vokály

Ostatní hudebníci
- Brian Burton – klávesy, programování, perkuse
- Ryan Tedder – klávesy, programování, kytara
- Paul Epworth – klávesy, programování, perkuse, kytara
- Declan Gaffney – kytara, klávesy, programování, doprovodné vokály, perkuse, vokální efekty
- Flood – klávesy
- „Classy“ Joe Visciano – doprovodné vokály
- Leo Pearson – klávesy
- Caroline Dale – violoncello
- Natalia Bonner – housle
- Lykke Li – zpěv (ve skladbě „The Troubles“)

Technická podpora
- Danger Mouse – produkce
- Paul Epworth – produkce
- Flood – produkce
- Declan Gaffney – produkce
- Ryan Tedder – produkce